# Emmalin Pierre
Emmalin Pierre là một chính trị gia đến từ đảo Grenada. Bà phục vụ tại Thượng viện Grenada trong năm năm (tháng 11 năm 2003 - tháng 7 năm 2008), và hoạt động lâu dài trong sự phát triển của giới trẻ. Bà từng là Bộ trưởng Phát triển Thanh niên của đất nước trong thời gian làm Thượng nghị sĩ. Bà đã bị đánh bại trong cuộc bầu cử ngày 8 tháng 7 năm 2008 tại khu vực bầu cử của Saint Andrew South East bởi người mới Patrick Simmons của NDC với 30 phiếu (Simmons 1637 - Pierre 1607). Sau năm 2008, bà làm việc khắp vùng Caribbean với tư cách là nhà tư vấn về phát triển thanh niên, tập trung cụ thể vào việc phát triển các chính sách thanh thiếu niên.
Trong cuộc tổng tuyển cử ngày 19 tháng 2 năm 2013, Pierre một lần nữa đứng chống lại Simmons và lần này đã đánh bại ông bằng 795 phiếu (Simmons 1182 - Pierre 1977). Bà đã tuyên thệ vào ngày 3 tháng 3 năm 2013, một lần nữa với tư cách là Bộ trưởng Thanh niên của Grenada với các trách nhiệm bổ sung về Thể thao và Giáo hội. Bà là nữ Bộ trưởng Thể thao đầu tiên của Grenada. Vào ngày 13 tháng 3 năm 2018, cuộc tổng tuyển cử mà bà lại một lần nữa đối mặt với Patrick Simmons và đánh bại anh ta.
Bây giờ bà ấy phục vụ như là Bộ trưởng Bộ Giáo dục.
bà đã kết hôn với ASP Tafawa Pierre của Lực lượng cảnh sát Hoàng gia Grenada và là mẹ của ba cậu con trai.